# Saboteur II: Avenging Angel
Saboteur II: Avenging Angel, známá také jako Saboteur 2, je akční adventura vytvořená Clive Townsendem a vydaná společností Durell Software v roce 1987 pro Sinclair ZX Spectrum,
Amstrad CPC, Commodore 64 a MS-DOS. Je to pokračování hry Saboteur z roku 1985. Hráč ovládá sestru Nindžy z prvního dílu a má za úkol pomstít jeho smrt. Jako jedna z prvních akčních adventur, ve které byla hlavním protagonistou žena, se dočkala pozitivního přijetí od herních kritiků.

## Hratelnost
Hra začíná seskokem na budovu z rogala. Dál se hráč pohybuje v řídicím centru, vyhýbá se pumám a robotickým strážcům, a hledá především krabice s nářadím. Některé krabice obsahují jeden ze 14 útržků děrné pásky, které musí (až na 1. level) posbírat a vložit do počítačového terminálu. Pokud se to hráči podaří, musí se dostat do jeskyní pod centrem a uniknout na motocyklu, který tam najde. Celkově areál zahrnuje přes 700 obrazovek. Hra obsahuje devět misí se vzrůstající obtížností (s krycím názvem Rin, Kyo, Toh, Sha, Kai, Jin, Retsu, Zai and Zen). V každé další jsou náročnější úkoly, jako je posbírat více útržků pásky nebo vypnout elektrický plot na konci tunelu, který slouží jako úniková cesta.
Hra je usnadněná hned dvěma způsoby. Při nahrávání z kazety je na obrazovce vidět areál a budova zobrazená tak, že každá místnost zabírá jeden pixel. Dál je ve hře tajná místnost se zářící krabicí. Stačí, když hráč vejde do této místnosti, a přestane mu ubývat energie. Místnost je tak dobře ukryta, že se často neobjevila ani na mapách vytištěných v časopisech tehdejší doby.

## Děj
Hráč ovládá nindžu v ženské podobě. Hlavní postava Nina (sestra zabitého Nindžy z původního Saboteura) se musí vloupat do vysoce zabezpečeného areálu diktátora, změnit kurs jaderné balistické střely a pak sama uniknout. Nepřátelské řídicí centrum a kancelářský komplex jsou postaveny na vrcholu hory protkané tunely a jeskyněmi. Vlevo nad horou se nachází muniční sklad, jaderné silo je vpravo nad horou, zatímco střední část komplexu se teprve buduje. Ven vede jen jediná cesta, a to dlouhý vstupní tunel vlevo dole na mapě.